# Bernhard von Kortzfleisch
Bernhard von Kortzfleisch (geb. 29. April 1720; gest. 9. Dezember 1787) war ein preußischer Leutnant und Landrat.

## Herkunft
Bernhard von Kortzfleisch war Angehöriger des Adelsgeschlechts Kortzfleisch. Er war der Sohn von Joachim Franz von Kortzfleisch (1681–1742), preußischer Obrist und Besitzer des Guts Plauschwarren.

## Leben
Ab 1735 besuchte er zunächst das Joachimthalsche Gymnasium, bevor er sich um 1740 an der Universität Königsberg enschrieb. Noch im gleichen Jahr verließ er die Universität wieder und trat in die preußische Armee ein. Dort stieg er im Infanterieregiment von Thadden bis zum Rang eines Leutnants auf. Nach dem Ende seiner Militärzeit amtierte er in der Nachfolge von Christoph Friedrich Bruno von 1754 bis 1767 als Landrat des Landkreises Mohrungen. Ihm im Amt folgte im April 1767 Samuel Sigismund von Haubitz.

## Persönliches
Bernhard von Kortzfleisch war seit dem 30. August 1753 in Königsberg mit Charlotte Wilhelmine (1727–1783), geb. von Werner, verheiratet. Ihr gemeinsamer Sohn war der Kammerassessor Carl Bernhard von Kortzfleisch (1755–1790).